# ان-وینیل پیرولیدون
ان-وینیل پیرولیدون (به انگلیسی: N-Vinylpyrrolidone) با فرمول شیمیایی C6H9NO یک ترکیب شیمیایی با شناسه پاب‌کم 2754594 است. که جرم مولی آن ۱۱۱٬۱۴ گرم بر مول می‌باشد. 